# Hirokazu Sawamura
;*Major League Baseball
- Nippon Professional Baseball

Hirokazu Sawamura (澤村拓一?, Hirokazu Sawamura; Tochigi, 3 aprile 1988) è un giocatore di baseball giapponese, lanciatore per i Boston Red Sox della Major League Baseball.

## Carriera

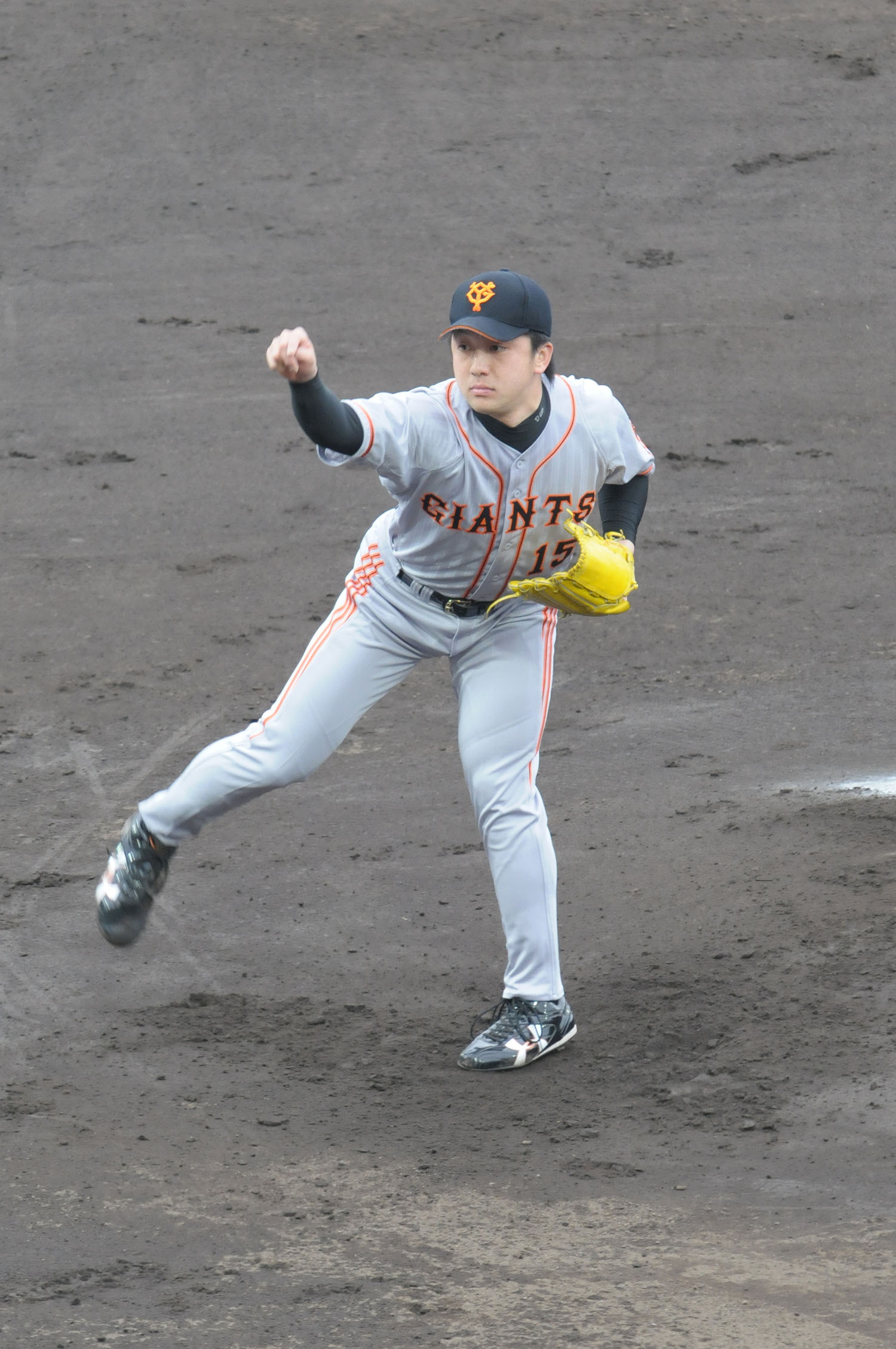
Sawamura nel 2012

### Nippon Professional Baseball (NPB)
Proveniente dalla scuola superiore Sano Nihondai, Sawamura si iscrisse successivamente all'Università di Chuo nella città di Hachiōji. Nel 2011 debuttò nella NPB con gli Yomiuri Giants di Tokyo, squadra con cui giocò, nel ruolo di lanciatore, per dieci stagioni dal 2011 al il 2020. Il 7 settembre 2020, i Giants scambiarono Sawamura con i Chiba Lotte Marines per Kazuya Kazuki. Divenne free agent a fine stagione.

### Major League Baseball (MLB)
Il 16 febbraio 2021, Sawamura firmò un contratto biennale dal valore di 3 milioni di dollari con i Boston Red Sox della Major League Baseball. Debuttò il 2 aprile 2021 al Fenway Park di Boston contro i Baltimore Orioles. Schierato come lanciatore di chiusura nell'ultimo inning, segnò il suo primo strikeout e concesse una valida (un doppio).

## Nazionale
Sawamura venne convocato dalla nazionale giapponese per partecipare al World Baseball Classic 2013, in cui ottenne la medaglia di bronzo. Nel 2015 disputò con la nazionale il WBSC Premier 12, ottenendo nuovamente una medaglia di bronzo.

## Palmares

### Individuale
- Esordiente dell'anno della Central League: 1

2011

### Nazionale
- World Baseball Classic:  Medaglia di Bronzo

Team Giappone: 2013
- WBSC Premier 12:  Medaglia di Bronzo

Team Giappone: 2015